# Lunar orbit rendezvous

Diagramma del LOR

Il Lunar orbit rendezvous (LOR) è un metodo proposto, ed utilizzato, per l'atterraggio di equipaggi umani sulla Luna, e per il loro ritorno sulla Terra. Venne utilizzato per la prima volta nelle missioni del progetto Apollo, tra la fine degli anni sessanta ed i primi anni settanta. Nel profilo di missione LOR, una navicella principale, ad esempio il Modulo di Comando Apollo, ed un mezzo più piccolo per l'allunaggio, ad esempio il Lunar Lander, viaggiano insieme fino all'orbita lunare. Il veicolo per l'atterraggio si stacca e scende verso la superficie della Luna, mentre il veicolo principale rimane in orbita lunare. Dopo aver completato la propria missione, il Lander risale in orbita lunare, per l'incontro e l'attracco con la navicella principale. Dopo il trasferimento dell'equipaggio e del carico utile, il Lander viene distaccato ed abbandonato. Solo il veicolo principale è destinato a tornare a Terra.
Il principio del LOR venne proposto per la prima volta nel 1919, dallo scienziato ucraino Yuri Kondratyuk, come il più economico modo di far arrivare uomini sulla Luna. Quando la NASA, nel 1961, cominciò concretamente a lavorare, sull'obbiettivo proposto dal presidente J. F. Kennedy, di raggiungere il primo allunaggio umano entro la fine degli anni sessanta, il LOR venne proposto da Tom Dolan e supportato da John C. Houbolt, ma era considerato poco pratico e potenzialmente pericoloso, in quanto non era mai stati tentati agganci di veicoli nello spazio. L'insistenza di Houbolt venne comunque premiata, riuscendo a convincere i dirigenti della NASA, e nel luglio del 1962, l'amministratore James E. Webb annuncio che l'Apollo avrebbe utilizzato questo profilo di missione. Nonostante questo, il consigliere scientifico di Kennedy, Jerome Wiesner, rimase contrario a questo sistema, e criticò pubblicamente la posizione di Webb. Gli eventi hanno dimostrato che il sistema funzionava, e ha permesso alla NASA di usare un singolo Saturn V per ogni missione lunare, cosa che gli altri profili di missione non permettevano.

## Selezione del profilo di missione Apollo
Quando il programma Apollo per l'atterraggio sulla Luna venne avviato nel 1961, si pensava che il veicolo CSM (insieme di Modulo di Comando e Modulo di Servizio) per tre persone sarebbe stato usato per il decollo dalla superficie lunare, per il ritorno a Terra. Sarebbe stato quindi necessario farlo atterrare sulla Luna tramite uno stadio di un grande razzo, dotato di sistemi di atterraggio, con il risultato di avere un veicolo molto pesante, oltre le 45 tonnellate, da inviare verso la Luna.
Se si fosse deciso di usare l'ascesa diretta, con un solo veicolo di lancio, il razzo avrebbe dovuto essere estremamente grande, della classe Nova. L'alternativa era l'Earth Orbit Rendezvous, in cui due o più razzi della classe Saturn avrebbero lanciato parti del veicolo completo, che si sarebbero agganciati in orbita terrestre prima di partire per la Luna. Questo avrebbe con ogni probabilità incluso uno stadio apposito per lasciare l'orbita terrestre, lanciato separatamente, o richiesto un rifornimento in orbita dello stadio vuoto di partenza.

### Vantaggi
Il principale vantaggio del Lor era il risparmio di peso dei veicoli, in quanto il carburante necessario al ritorno dall'orbita lunare alla Terra non doveva essere trasportato come peso supplementare sulla superficie lunare e poi di nuovo in orbita lunare. Questo aveva un effetto a cascata, in quanto ogni kilogrammo di "peso morto" di carburante usato più avanti nella missione, richiede comunque di essere trasportato con l'uso di ulteriore carburante, oltre al fatto che avrebbe richiesto serbatoi più grandi e più pesanti. L'aumento di peso risultante avrebbe richiesto anche maggiore spinta in fase di atterraggio, e quindi di nuovo, motori più grandi e più pesanti.
Le modalità di assemblaggio del veicolo lunare in orbita terrestre non erano ben definite, e la costruzione del razzo Nova, di 15 metri di diametro, andava oltre la capacità produttiva esistente nel 1962 per gli Stati Uniti, nel complesso di assemblaggio di Michoud, a New Orleans, che era invece sufficiente per il primo stadio del Saturno V, da 10 metri di diametro. Per questa ed altre ragioni, si comprese che il complesso Nova (o Saturno 8), con ogni probabilità non sarebbe stato sviluppato in tempo per l'obbiettivo dell'atterraggio lunare entro il 1970.
Il progetto del LEM forniva agli astronauti una chiara visuale del sito di atterraggio, attraverso finestrini a circa 4,6 metri sopra la superficie, mentre in un Modulo di Comando se lo sarebbero trovato dietro le spalle, ad almeno 12 o 15 metri di distanza dalla superficie, vedendolo solo attraverso uno schermo televisivo.
Lo sviluppo del LEM come secondo veicolo pilotato, fornì anche il vantaggio supplementare di un raddoppio dei sistemi critici (energia elettrica, sistemi di supporto vitale, propulsione), che permisero di usarlo come scialuppa di salvataggio, per mantenere in vita gli astronauti e riportarli a terra sani e salvi, nel caso di un guasto a sistemi vitali del CSM. Questo venne considerato come possibilità, ma non era una parte delle specifiche del LEM. Questa possibilità si è dimostrata preziosa nel 1970, quando proprio un simile guasto critico avvenne durante la missione Apollo 13, quando un guasto ad un serbatoio dell'ossigeno mise fuori servizio il Modulo di Servizio.